# Yoshinogawa (Tokushima)
Yoshinogawa (吉野川市 Yoshinogawa-shi?) es una ciudad localizada en la prefectura de Tokushima, Japón. En junio de 2019 tenía una población estimada de 39.405 habitantes y una densidad de población de 273 personas por km². Su área total es de 144,14 km².

## Geografía

### Localidades circundantes
- Prefectura de Tokushima
  - Awa
  - Ishii
  - Kamiita
  - Kamiyama
  - Mima

## Demografía
Según los datos del censo japonés, esta es la población de Yoshinogawa en los últimos años.
| 1995   | 2000   | 2005   | 2010   | 2015   |
| ------ | ------ | ------ | ------ | ------ |
| 48.383 | 46.794 | 45.782 | 44.020 | 41.466 |